# Port Manvers
Port Manvers is een baai van 46 km² in de Canadese provincie Newfoundland en Labrador. De baai bevindt zich aan de Atlantische kust van het noorden van het schiereiland Labrador.

## Geografie
Port Manvers snijdt doorheen de Kiglapait Mountains, een van Labradors grootste bergketens. De enorme natuurlijke haven met bijzonder helder water verdeelt dat gebergte in een noordelijk vastelandsgedeelte en een zuidelijk eilandgedeelte. Dat eilandgedeelte bevindt zich op South Aulatsivik Island en wordt gedomineerd door de 917 m hoge en erg prominente Mount Thoresby.
Port Manvers mondt in het oosten via een 1 km breed zeegat uit in de open wateren van de Labradorzee, net voorbij de noordrand van de Nainarchipel. Aan zuidelijke zijde heeft Port Manvers twee grote zijbaaien: Medusa Bay in het zuidoosten en Caplin Bay in het zuidwesten. Deze twee zijbaaien worden door elkaar gescheiden door het schiereilandje van Partridge Point, de noordelijke kaap van South Aulatsivik Island. In het zuidwesten vormt Port Manvers noordelijke begint punt van de fjordachtige zeestraat Port Manvers Run.
De dichtstbij gelegen bewoonde plaats is Nain, de noordelijkste gemeente van de provincie. Die Inuitgemeente ligt 45 km verder naar het zuiden toe.